# Persone di nome Paweł
| Questa pagina contiene informazioni ricavate automaticamente dalle voci biografiche con l'ausilio del template Bio e di un bot. L'aggiornamento è periodico e automatico e ricostruisce completamente la pagina. Se manca una persona in questa lista, sei pregato di non aggiungerla, ma accertati piuttosto che la sua voce biografica contenga il template Bio e che i dati anagrafici siano correttamente compilati. Se il template Bio manca, inseriscilo tu stesso o, in alternativa, metti l'avviso {{tmp\|Bio}} che ne segnala la mancanza. Se i dati riportati sono sbagliati, correggi direttamente la voce biografica; le modifiche saranno visibili in questa lista entro pochi giorni. Per chiarimenti vedi il progetto antroponimi. La lista contiene solo le 80 persone che sono citate nell'enciclopedia e per le quali è stato implementato correttamente il template Bio. Pagina aggiornata al 16 ott 2024. |

Questa è una lista di persone presenti nell'enciclopedia che hanno il prenome Paweł, suddivise per attività principale.

## Allenatori di calcio(3)
- Paweł Janas, allenatore di calcio e ex calciatore polacco (Pabianice, n. 1953)
- Paweł Kaczorowski, allenatore di calcio e ex calciatore polacco (Zduńska Wola, n. 1974)
- Paweł Sobolewski, allenatore di calcio e ex calciatore polacco (Ełk, n. 1979)

## Alpinisti(1)
- Paweł Michalski, alpinista polacco (Łódź, n. 1973)

## Arbitri di calcio(2)
- Paweł Gil, arbitro di calcio polacco (Lublino, n. 1976)
- Paweł Raczkowski, arbitro di calcio polacco (Varsavia, n. 1983)

## Artisti(1)
- Paweł Kuczyński, artista polacco (Stettino, n. 1976)

## Astisti(1)
- Paweł Wojciechowski, astista polacco (Bydgoszcz, n. 1989)

## Attori(1)
- Paweł Deląg, attore polacco (Cracovia, n. 1970)

## Bassisti(1)
- Paweł Mąciwoda, bassista polacco (Wieliczka, n. 1967)

## Calciatori(24)
- Paweł Baranowski, calciatore polacco (Suwałki, n. 1990)
- Paweł Bochniewicz, calciatore polacco (Dębica, n. 1996)
- Paweł Brożek, ex calciatore polacco (Kielce, n. 1983)
- Paweł Cibicki, calciatore svedese (Malmö, n. 1994)
- Paweł Czoska, calciatore polacco (Wejherowo, n. 1990)
- Paweł Golański, ex calciatore polacco (Łódź, n. 1982)
- Paweł Holc, ex calciatore polacco (Lublino, n. 1971)
- Paweł Jaroszyński, calciatore polacco (Lublino, n. 1994)
- Paweł Kaczmarek, ex calciatore polacco (n. 1985)
- Paweł Kal, ex calciatore polacco (Kielce, n. 1989)
- Paweł Kieszek, calciatore polacco (Varsavia, n. 1984)
- Paweł Kryszałowicz, ex calciatore polacco (Słupsk, n. 1974)
- Paweł Magdoń, ex calciatore polacco (Dębica, n. 1979)
- Paweł Olkowski, calciatore polacco (Ozimek, n. 1990)
- Paweł Olszewski, calciatore polacco (Breslavia, n. 1999)
- Paweł Dawidowicz, calciatore polacco (Olsztyn, n. 1995)
- Paweł Sibik, ex calciatore polacco (Niemcza, n. 1971)
- Paweł Sobczak, ex calciatore polacco (Płock, n. 1978)
- Paweł Sobek, calciatore polacco (Bytom, n. 1929 - † 2015)
- Paweł Stolarski, calciatore polacco (Cracovia, n. 1996)
- Paweł Tomczyk, calciatore polacco (Poznań, n. 1998)
- Paweł Wojciechowski, calciatore polacco (Breslavia, n. 1990)
- Paweł Wszołek, calciatore polacco (Tczew, n. 1992)
- Paweł Zawistowski, calciatore polacco (Łódź, n. 1984)

## Canoisti(1)
- Paweł Baraszkiewicz, canoista polacco (Działdowo, n. 1977)

## Canottieri(1)
- Paweł Rańda, canottiere polacco (Słupsk, n. 1979)

## Cantanti(1)
- Paweł Kukiz, cantante, attore e politico polacco (Paczków, n. 1963)

## Cestisti(4)
- Paweł Kikowski, cestista polacco (Kołobrzeg, n. 1986)
- Paweł Leończyk, cestista polacco (Stargard, n. 1986)
- Paweł Stok, cestista polacco (Ternopil', n. 1913 - Cracovia, † 1993)
- Paweł Storożyński, ex cestista polacco (Łódź, n. 1979)

## Ciclisti su strada(3)
- Paweł Bernas, ciclista su strada e mountain biker polacco (Gliwice, n. 1990)
- Paweł Cieślik, ex ciclista su strada polacco (Poznań, n. 1986)
- Paweł Poljański, ex ciclista su strada polacco (Wejherowo, n. 1990)

## Clarinettisti(1)
- Paweł Mykietyn, clarinettista e compositore polacco (Oława, n. 1971)

## Combinatisti nordici(2)
- Paweł Słowiok, combinatista nordico polacco (n. 1992)
- Paweł Twardosz, combinatista nordico polacco (n. 1998)

## Direttori della fotografia(2)
- Paweł Edelman, direttore della fotografia polacco (Łódź, n. 1958)
- Paweł Pogorzelski, direttore della fotografia polacco (Włocławek, n. 1979)

## Dirigenti sportivi(1)
- Paweł Wojtala, dirigente sportivo e ex calciatore polacco (Poznań, n. 1971)

## Economisti(1)
- Paweł Samecki, economista e politico polacco (Łódź, n. 1958)

## Geologi(1)
- Paweł Edmund Strzelecki, geologo, esploratore e alpinista polacco (Głuszyna, n. 1797 - Londra, † 1873)

## Giavellottisti(1)
- Paweł Rakoczy, giavellottista polacco (Złotoryja, n. 1987)

## Giuristi(1)
- Paweł Włodkowic, giurista e diplomatico polacco (Brudzeń Duży - Kłodawa, † 1435)

## Illustratori(1)
- Paul Merwart, illustratore e pittore polacco (Marianivka, n. 1855 - Saint-Pierre, † 1902)

## Judoka(1)
- Paweł Nastula, ex judoka polacco (Varsavia, n. 1970)

## Martellisti(1)
- Paweł Fajdek, martellista polacco (Świebodzice, n. 1989)

## Mezzofondisti(1)
- Paweł Czapiewski, ex mezzofondista polacco (Stargard, n. 1978)

## Multiplisti(1)
- Paweł Wiesiołek, multiplista polacco (Wyszków, n. 1991)

## Nobili(2)
- Paweł Jan Sapieha, nobile e politico polacco (n. 1609 - Różana, † 1665)
- Paweł Karol Sanguszko, nobile e ufficiale polacco (n. 1680 - Velyki Zahaitsi, † 1750)

## Nuotatori(1)
- Paweł Korzeniowski, nuotatore polacco (Oświęcim, n. 1985)

## Ostacolisti(1)
- Paweł Januszewski, ex ostacolista polacco (Pyrzyce, n. 1972)

## Pallavolisti(4)
- Paweł Halaba, pallavolista polacco (Płock, n. 1995)
- Paweł Woicki, pallavolista polacco (Tomaszów Mazowiecki, n. 1983)
- Paweł Zagumny, ex pallavolista polacco (Jasło, n. 1977)
- Paweł Zatorski, pallavolista polacco (Łódź, n. 1990)

## Pattinatori di short track(1)
- Paweł Adamski, pattinatore di short track polacco (Białystok, n. 1999)

## Piloti motociclistici(1)
- Paweł Szkopek, pilota motociclistico polacco (Gostynin, n. 1975)

## Politici(1)
- Paweł Adamowicz, politico e avvocato polacco (Danzica, n. 1965 - Danzica, † 2019)

## Pugili(1)
- Paweł Skrzecz, ex pugile polacco (Varsavia, n. 1957)

## Rapper(2)
- Popek, rapper e artista marziale misto polacco (Legnica, n. 1978)
- Zeamsone, rapper polacco (Przemyśl, n. 2000)

## Registi(1)
- Paweł Pawlikowski, regista polacco (Varsavia, n. 1957)

## Saltatori con gli sci(1)
- Paweł Wąsek, saltatore con gli sci polacco (Cieszyn, n. 1999)

## Scacchisti(1)
- Paweł Teclaf, scacchista polacco (Kartuzy, n. 2003)

## Scrittori(1)
- Paweł Huelle, scrittore, giornalista e dirigente d'azienda polacco (Danzica, n. 1957 - Danzica, † 2023)

## Velisti(1)
- Paweł Tarnowski, velista polacco (Gdynia, n. 1993)

## Vescovi cattolici(1)
- Paweł Piasecki, vescovo cattolico e politico polacco (Piaseczno, n. 1579 - Mogiła, † 1649)

## Violinisti(1)
- Paweł Kochański, violinista polacco (Odessa, n. 1887 - New York, † 1934)